# Genoa 1893 1979-1980
Questa voce raccoglie le informazioni riguardanti il Genoa 1893 nelle competizioni ufficiali della stagione 1979-1980.

## Stagione
Nella stagione 1979-1980 il grifone, affidato all'allenatore Gianni Di Marzio, disputa un campionato a luci e ombre, sempre intruppato a centro classifica, imbattuto in casa ma con un fardello di 11 sconfitte in trasferta. Il ventenne attaccante Roberto Russo, arrivato dal Varese, con 7 reti è stato il miglior marcatore stagionale, 2 delle quali in Coppa Italia e 5 in campionato.
Dal campionato cadetto salgono in Serie A il Como, la Pistoiese e il Brescia, mentre retrocedono in Serie C1 la Sambenedettese, la Ternana, il Parma e il Matera.
In Coppa Italia, nella fase a gironi disputata nel precampionato, il Genoa chiude al secondo posto il proprio gruppo di qualificazione, che vede promosso ai quarti della manifestazione il Milan.

## Divise
La maglia per le partite casalinghe presentava i colori rossoblù.

## Organigramma societario
Area direttiva
- Presidente: Renzo Fossati

Area tecnica
- Allenatore: Gianni Di Marzio

## Rosa
| N. |                   | Ruolo | Calciatore             |
| -- | ----------------- | ----- | ---------------------- |
|    | Italia (bandiera) | P     | Enzo Biato             |
|    | Italia (bandiera) | P     | Enrico Cavalieri       |
|    | Italia (bandiera) | P     | Sergio Girardi         |
|    | Italia (bandiera) | P     | Stefano Vavoli         |
|    | Italia (bandiera) | D     | Paolo De Giovanni      |
|    | Italia (bandiera) | D     | Stefano Di Chiara      |
|    | Italia (bandiera) | D     | Fabrizio Gorin         |
|    | Italia (bandiera) | D     | Sebastiano Nela        |
|    | Italia (bandiera) | D     | Claudio Onofri         |
|    | Italia (bandiera) | D     | Antonio Favaro         |
|    | Italia (bandiera) | C     | Stefano Bosetti        |
|    | Italia (bandiera) | C     | Giancarlo Fiordisaggio |

| N. |                    | Ruolo | Calciatore           |
| -- | ------------------ | ----- | -------------------- |
|    | Italia (bandiera)  | C     | Maurizio Giovannelli |
|    | Italia (bandiera)  | C     | Giovanni Lorini      |
|    | Italia (bandiera)  | C     | Tiziano Manfrin      |
|    | Italia (bandiera)  | C     | Luigi Manueli        |
|    | Italia (bandiera)  | C     | Paolo Miano          |
|    | Italia (bandiera)  | C     | Carlo Odorizzi       |
|    | Italia (bandiera)  | C     | Stefano Zarattoni    |
|    | Italia (bandiera)  | A     | Francesco Boito      |
|    | Italia (bandiera)  | A     | Giuliano Musiello    |
|    | Italia (bandiera)  | A     | Roberto Russo        |
|    | Italia (bandiera)  | A     | Giancarlo Tacchi     |
|    | Messico (bandiera) | C     | Franco Foiadelli     |

## Calciomercato
| Arrivi | Arrivi               | Arrivi    | Arrivi       |
| R.     | Nome                 | da        | Modalità     |
| ------ | -------------------- | --------- | ------------ |
| D      | Claudio Onofri       | Torino    | definitivo   |
| A      | Roberto Russo        | Varese    | definitivo   |
| C      | Stefano Di Chiara    | Pistoiese | definitivo   |
| C      | Tiziano Manfrin      | SPAL      | definitivo   |
| D      | Paolo De Giovanni    | Foggia    | comproprietà |
| A      | Giuliano Musiello    | Verona    | comproprietà |
| C      | Luigi Manueli        | Varese    | definitivo   |
| A      | Giancarlo Tacchi     | Avellino  | prestito     |
| C      | Maurizio Giovannelli | Varese    | prestito     |
| C      | Giovanni Lorini      | Monza     | definitivo   |

| Partenze | Partenze             | Partenze          | Partenze   |
| R.       | Nome                 | a                 | Modalità   |
| -------- | -------------------- | ----------------- | ---------- |
| C        | Alessandro Paesano   | Pistoiese         | Definitivo |
| C        | Antonino Criscimanni | SPAL              | definitivo |
| A        | Giuseppe Damiani     | Napoli            | definitivo |
| C        | Bruno Conti          | Roma              | definitivo |
| D        | Fabrizio Berni       | Pistoiese         | definitivo |
| A        | Livio Luppi          | Pistoiese         | definitivo |
| C        | Mauro Sandreani      | Lanerossi Vicenza | definitivo |
| D        | Giorgio Magnocavallo | Triestina         | definitivo |
| D        | Mirco Brilli         | SPAL              | definitivo |
| D        | Franco Salvadè       | Varese            | definitivo |

## Risultati

### Serie B

#### Girone di andata
| Arbitro: | Vitali (Bologna) |

|              |           |             |
| Odorizzi 21’ | Marcatori | 6’ Raimondi |

| Arbitro: | Patrussi (Arezzo) |

|  |           |                 |
|  | Marcatori | 54’ Giovannelli |

| Arbitro: | Redini (Pisa) |

|                          |           |  |
| Russo 5’ Giovannelli 68’ | Marcatori |  |

| Arbitro: | Lo Bello (Siracusa) |

|                                         |           |  |
| De Rosa 48’, 75’ Passalacqua 68’ (rig.) | Marcatori |  |

| Arbitro: | Paparesta (Bari) |

|            |           |  |
| Tacchi 70’ | Marcatori |  |

| Arbitro: | D'Elia (Salerno) |

|              |           |  |
| Guidolin 38’ | Marcatori |  |

| Genova 28 ottobre 1979 7ª giornata | Genoa         | 0 – 0 | Sampdoria | Stadio Luigi Ferraris\| Arbitro: \| Ciulli (Roma) \| |
| Arbitro:                           | Ciulli (Roma) |       |           |                                                      |

| Arbitro: | Bergamo (Livorno) |

|                          |           |  |
| Volpi 65’ Cavagnetto 64’ | Marcatori |  |

| Genova 11 novembre 1979 9ª giornata | Genoa            | 0 – 0 | Bari | Stadio Luigi Ferraris\| Arbitro: \| Lanese (Messina) \| |
| Arbitro:                            | Lanese (Messina) |       |      |                                                         |

| Arbitro: | Milan (Treviso) |

|  |           |                    |
|  | Marcatori | 27’ (rig.) Manfrin |

| Arbitro: | Patrussi (Arezzo) |

|             |           |  |
| Manfrin 70’ | Marcatori |  |

| Arbitro: | Mascia (Milano) |

|                 |           |                     |
| De Bernardi 73’ | Marcatori | 89’ (aut.) Morganti |

| Arbitro: | Parussini (Udine) |

|                      |           |  |
| Gibellini 18’ (rig.) | Marcatori |  |

| Genova 16 dicembre 1979 14ª giornata | Genoa            | 0 – 0 | Lanerossi Vicenza | Stadio Luigi Ferraris\| Arbitro: \| Benedetti (Roma) \| |
| Arbitro:                             | Benedetti (Roma) |       |                   |                                                         |

| Arbitro: | Lo Bello (Siracusa) |

|                         |           |                     |
| Odorizzi 21’ Tacchi 54’ | Marcatori | 38’ (rig.) D'Angelo |

| Arbitro: | Mattei (Macerata) |

|           |           |  |
| Bonci 37’ | Marcatori |  |

| Arbitro: | Tonolini (Milano) |

|            |           |               |
| Tacchi 50’ | Marcatori | 62’ Montesano |

| Arbitro: | Michelotti (Parma) |

|          |           |  |
| Loddi 6’ | Marcatori |  |

| Arbitro: | Vitali (Bologna) |

|                   |           |           |
| Miceli 49’ (aut.) | Marcatori | 37’ Piras |

#### Girone di ritorno
| Arbitro: | Lanese (Messina) |

|  |           |                      |
|  | Marcatori | 37’ Tacchi 60’ Boito |

| Arbitro: | Falzier (Treviso) |

|              |           |                        |
| Musiello 51’ | Marcatori | 73’ (aut.) De Giovanni |

| Arbitro: | Lops (Torino) |

|                |           |             |
| Penzo 21’, 61’ | Marcatori | 2’ Musiello |

| Arbitro: | Reggiani (Bologna) |

|              |           |  |
| Musiello 10’ | Marcatori |  |

| Verona 2 marzo 1980 24ª giornata | Verona        | 0 – 0 | Genoa | Stadio Marcantonio Bentegodi\| Arbitro: \| Prati (Parma) \| |
| Arbitro:                         | Prati (Parma) |       |       |                                                             |

| Arbitro: | Longhi (Roma) |

|           |           |                   |
| Russo 38’ | Marcatori | 54’ (aut.) Lorini |

| Arbitro: | Michelotti (Parma) |

|                                     |           |                              |
| Sartori 30’ Genzano 59’ Roselli 65’ | Marcatori | 21’ F. Gorin 51’ Giovannelli |

| Arbitro: | Barbaresco (Cormons) |

|            |           |  |
| Tacchi 13’ | Marcatori |  |

| Arbitro: | Benedetti (Roma) |

|              |           |  |
| Belluzzi 71’ | Marcatori |  |

| Arbitro: | Mattei (Macerata) |

|                           |           |  |
| Odorizzi 12’ Musiello 74’ | Marcatori |  |

| Arbitro: | Prati (Parma) |

|                         |           |  |
| Reali 75’ Garritano 85’ | Marcatori |  |

| Genova 20 aprile 1980 31ª giornata | Genoa           | 0 – 0 | Cesena | Stadio Luigi Ferraris\| Arbitro: \| Menegali (Roma) \| |
| Arbitro:                           | Menegali (Roma) |       |        |                                                        |

| Arbitro: | Milan (Treviso) |

|                       |           |                           |
| Manfrin 26’ Russo 77’ | Marcatori | 59’ (rig.), 71’ Gibellini |

| Arbitro: | Altobelli (Roma) |

|                      |           |  |
| Rosi 84’, 87’ (rig.) | Marcatori |  |

| Arbitro: | Longhi (Roma) |

|                                |           |                              |
| D'Angelo 28’ (rig.) Turini 73’ | Marcatori | 63’ Boito 88’ (rig.) Manfrin |

| Arbitro: | Materassi (Firenze) |

|                        |           |              |
| Nela 9’ Russo 74’, 86’ | Marcatori | 69’ Casaroli |

| Arbitro: | Castaldi (Vasto) |

|                              |           |                |
| Montesano 41’ Montenegro 55’ | Marcatori | 29’, 75’ Boito |

| Arbitro: | Agnolin (Bassano del Grappa) |

|          |           |                |
| Nela 35’ | Marcatori | 79’ Cantarutti |

| Lecce 8 giugno 1980 38ª giornata | Lecce                | 0 – 0 | Genoa | Stadio Via del Mare\| Arbitro: \| Polacco (Conegliano) \| |
| Arbitro:                         | Polacco (Conegliano) |       |       |                                                           |

### Coppa Italia

#### Primo turno
| Arbitro: | Tani (Livorno) |

|                          |           |  |
| Musiello 14’ Manueli 67’ | Marcatori |  |

| Arbitro: | Michelotti (Parma) |

|  |           |               |
|  | Marcatori | 9’, 73’ Russo |

| Arbitro: | Terpin (Trieste) |

|                 |           |             |
| Giovannelli 45’ | Marcatori | 37’ Tosetto |

| Arbitro: | D'Elia (Salerno) |

|                                 |           |                    |
| Chiodi 38’ (rig.) Antonelli 44’ | Marcatori | 40’ (rig.) Manfrin |

## Statistiche

### Statistiche di squadra
| Competizione | Punti | In casa | In casa | In casa | In casa | In casa | In casa | In trasferta | In trasferta | In trasferta | In trasferta | In trasferta | In trasferta | Totale | Totale | Totale | Totale | Totale | Totale | DR |
| Competizione | Punti | G       | V       | N       | P       | Gf      | Gs      | G            | V            | N            | P            | Gf           | Gs           | G      | V      | N      | P      | Gf     | Gs     | DR |
| ------------ | ----- | ------- | ------- | ------- | ------- | ------- | ------- | ------------ | ------------ | ------------ | ------------ | ------------ | ------------ | ------ | ------ | ------ | ------ | ------ | ------ | -- |
| Serie B      | 38    | 19      | 8       | 11      | 0       | 21      | 10      | 19           | 3            | 5            | 11           | 12           | 24           | 38     | 11     | 16     | 11     | 33     | 34     | -1 |
| Coppa Italia | 5     | 2       | 1       | 1       | 0       | 3       | 1       | 2            | 1            | 0            | 1            | 3            | 2            | 4      | 2      | 1      | 1      | 6      | 3      | +3 |
| Totale       |       | 21      | 9       | 12      | 0       | 24      | 11      | 21           | 4            | 5            | 12           | 15           | 26           | 42     | 13     | 17     | 12     | 39     | 37     | +2 |

### Statistiche dei giocatori
| Giocatore       | Serie B  | Serie B | Serie B     | Serie B    | Coppa Italia | Coppa Italia | Coppa Italia | Coppa Italia | Totale   | Totale | Totale      | Totale     |
| Giocatore       | Presenze | Reti    | Ammonizioni | Espulsioni | Presenze     | Reti         | Ammonizioni  | Espulsioni   | Presenze | Reti   | Ammonizioni | Espulsioni |
| --------------- | -------- | ------- | ----------- | ---------- | ------------ | ------------ | ------------ | ------------ | -------- | ------ | ----------- | ---------- |
| F. Boito        | 22       | 4       | ?           | ?          | ?            | ?            | ?            | ?            | 22+      | 4+     | ?           | ?          |
| E. Cavalieri    | 11       | -11     | ?           | ?          | ?            | ?            | ?            | ?            | 11+      | -11+   | ?           | ?          |
| G. Corradini    | 8        | 0       | ?           | ?          | ?            | ?            | ?            | ?            | 8+       | 0+     | ?           | ?          |
| P. De Giovanni  | 23       | 0       | ?           | ?          | ?            | ?            | ?            | ?            | 23+      | 0+     | ?           | ?          |
| S. Di Chiara    | 30       | 0       | ?           | ?          | ?            | ?            | ?            | ?            | 30+      | 0+     | ?           | ?          |
| G. Fiordisaggio | 1        | 0       | ?           | ?          | ?            | ?            | ?            | ?            | 1+       | 0+     | ?           | ?          |
| F. Foiadelli    | 1        | 0       | ?           | ?          | ?            | ?            | ?            | ?            | 1+       | 0+     | ?           | ?          |
| M. Giovannelli  | 30       | 3       | ?           | ?          | ?            | ?            | ?            | ?            | 30+      | 3+     | ?           | ?          |
| S. Girardi      | 24       | -18     | ?           | ?          | ?            | ?            | ?            | ?            | 24+      | -18+   | ?           | ?          |
| F. Gorin        | 33       | 1       | ?           | ?          | ?            | ?            | ?            | ?            | 33+      | 1+     | ?           | ?          |
| G. Lorini       | 32       | 0       | ?           | ?          | ?            | ?            | ?            | ?            | 32+      | 0+     | ?           | ?          |
| T. Manfrin      | 35       | 4       | ?           | ?          | ?            | ?            | ?            | ?            | 35+      | 4+     | ?           | ?          |
| L. Manueli      | 19       | 0       | ?           | ?          | ?            | ?            | ?            | ?            | 19+      | 0+     | ?           | ?          |
| G. Musiello     | 25       | 4       | ?           | ?          | ?            | ?            | ?            | ?            | 25+      | 4+     | ?           | ?          |
| S. Nela         | 28       | 2       | ?           | ?          | ?            | ?            | ?            | ?            | 28+      | 2+     | ?           | ?          |
| C. Odorizzi     | 33       | 3       | ?           | ?          | ?            | ?            | ?            | ?            | 33+      | 3+     | ?           | ?          |
| C. Onofri       | 29       | 0       | ?           | ?          | ?            | ?            | ?            | ?            | 29+      | 0+     | ?           | ?          |
| R. Russo        | 30       | 5       | ?           | ?          | ?            | ?            | ?            | ?            | 30+      | 5+     | ?           | ?          |
| G. Tacchi       | 34       | 5       | ?           | ?          | ?            | ?            | ?            | ?            | 34+      | 5+     | ?           | ?          |
| S. Vavoli       | 3        | -5      | ?           | ?          | ?            | ?            | ?            | ?            | 3+       | -5+    | ?           | ?          |